# Сарбулацький сільський округ (Хобдинський район)
Сарбула́цький сільський округ (каз. Сарыбұлақ ауылдық округі, рос. Сарбулакский сельский округ) — адміністративна одиниця у складі Хобдинського району Актюбінської області Казахстану. Адміністративний центр та єдиний населений пункт — село Сарбулак.
Населення — 502 особи (2021; 764 у 2009, 1152 у 1999, 1916 у 1989).
Станом на 1989 рік існувала Бескопинська сільська рада (села Константиновка, Сорбулак, Шилісай), село Абдибулак ферма совхоза перебувало у складі Бегалинської сільради. 1999 року Бескопинський сільський округ перейменовано в сучасну назву. Село Абдибулак було ліквідовано 2008 року.

## Склад
До складу округу входять такі населені пункти:
| Населений пункт      | Колишні назви           | Населення, осіб (1989) | Населення, осіб (1999) | Населення, осіб (2009) | Населення, осіб (2021) |
| -------------------- | ----------------------- | ---------------------- | ---------------------- | ---------------------- | ---------------------- |
| Абдибулак, село      | Абдибулак ферма совхоза | 119                    | 0                      | -                      | -                      |
| Константиновка, село | -                       | 117                    | -                      | -                      | -                      |
| Сарбулак, село       | Сорбулак                | 1525                   | 1152                   | 764                    | 502                    |
| Шилісай, село        | -                       | 155                    | -                      | -                      | -                      |